# Пепеній-Ной
Пепеній-Ной (рум. Pepenii Noi) — село у Синжерейському районі Молдови. Входить до складу комуни, адміністративним центром якої є село Пепень.

## Населення
За даними перепису населення 2004 року у селі проживала 591 особа.
Національний склад населення села:
| Національність | Кількість осіб | Відсоток |
| -------------- | -------------- | -------- |
| молдавани      | 582            | 98,5%    |
| українці       | 9              | 1,5%     |
| Всього         | 591            | 100%     |